# Львівський Назар Назарович
Назар Назарович Львівський (18 травня 1998, м. Тернопіль, Україна — 9 серпня 2022, біля с. Магдалинівка, Запорізька область, Україна) — український військовослужбовець, солдат Збройних сил України, учасник російсько-української війни. Почесний громадянин міста Тернополя (2022, посмертно).

## Життєпис
Назар Львівський народився 18 травня 1998 року у місті Тернополі.
Навчався в місцевій школі, закінчив Технічний коледж Тернопільського національного технічного університету імені Івана Пулюя (2017).
28 травня 2021 року підписав контракт з однією з тернопільських бригад. Загинув 9 серпня 2022 року поблизу с. Магдалинівка, що на Запоріжчині.
Похований 13 серпня 2020 року на Алеї Герої Микулинецького цвинтаря м. Тернополя.

## Нагороди
- почесний громадянин міста Тернополя (22 серпня 2022, посмертно)[1][2].

## Військові звання
- солдат.